# Mellerud
Mellerud est une localité de la commune de Mellerud, dont elle est le centre administratif, dans le comté de Västra Götaland en Suède.
Sa population était de 4028 habitants en 2019.